# Fritz Zastrau
Karl Albert Fritz Zastrau (auch Karl Albert Friedrich Zastrau; * 12. September 1837 in Freystadt, Provinz Schlesien; † 2. Februar 1899 in Friedenau, Landkreis Teltow) war ein deutscher Architekt und preußischer Baubeamter. Er wirkte vor allem in Berlin. Dort entwarf er Universitäts- und Regierungs-Bauten und war mit deren Bauleitung betraut.

## Leben
Fritz Zastrau besuchte ab 1851 das Maria-Magdalenen-Gymnasium in Breslau, wo er 1857 das Abitur ablegte. Darauf folgte ein Jahr als Schüler bei Baurat Blanckenhorn in Brieg. Von 1858 bis 1860 studierte Zastrau an der Berliner Bauakademie, wo er die Bauführer-Prüfung ablegte. Danach arbeitete er praktisch an Universitäts-Bauten in Berlin. 1870 unternahm Zastrau Studienreisen u. a. nach Ungarn, Italien und Süddeutschland. Im selben Jahr legte er die Baumeister-Prüfung ab.
Am Anfang seiner Laufbahn war Fritz Zastrau in der Bauleitung bei Universitäts-Bauten in Berlin tätig, daneben arbeitete er als Hilfslehrer an der Berliner Bauakademie. 1875 wurde er zum Landbaumeister bei der Ministerial-Baukommission ernannt, 1879 dann zum Bauinspektor. Zastrau ging 1884 als Regierungs- und Baurat nach Königsberg. 1890 wurde er zum Vortragenden Rat im Ministerium der öffentlichen Arbeiten ernannt. 1891 erhielt Zastrau die Mitgliedschaft in der Preußischen Akademie des Bauwesens.

## Bauten

### Entwürfe

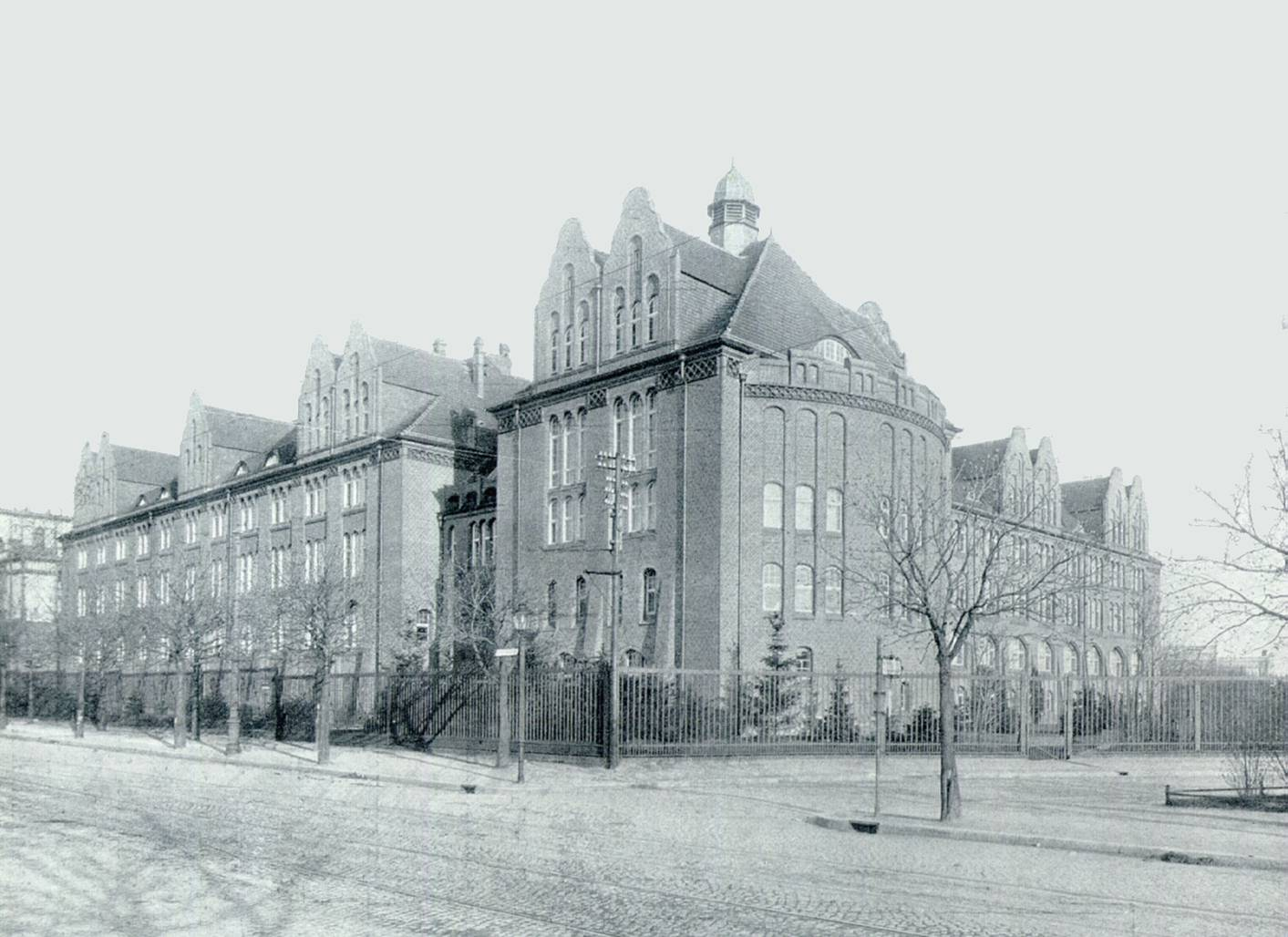
Botanisches Museum in Berlin-Schöneberg, erbaut 1878–1880

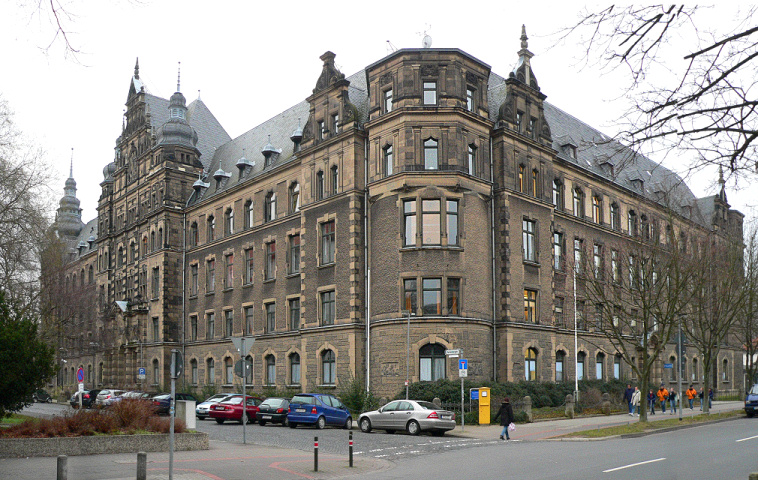
Polizeipräsidium in Hannover, erbaut 1899–1903, Entwurf zusammen mit Paul Kieschke

- 1865–1867: Chemisches Institut der Friedrich-Wilhelms-Universität und der Akademie der Wissenschaften in der Georgenstraße 34–36, Berlin, mit Friedrich A. Cremer
- 1870: Entwurf für das Chemische Laboratorium im ungarischen Pest (nicht ausgeführt)
- 1875–1878: Astronomisches Recheninstitut der Sternwarte in der Lindenstraße, Berlin
- 1878: Kombinierte Station der Charité in Berlin
- 1878/79: Umbau der Sternwarte in der Lindenstraße, Berlin (mit O. Lorenz)
- 1878–1880: Botanisches Museum in der Grunewaldstraße in Berlin-Schöneberg, Bauleitung Eduard Haesecke
- 1882–1884: Pathologisch-Anatomisches Institut der Tierärztlichen Hochschule in der Luisenstraße, Berlin
- 1893–1895: Regierungsgebäude in Osnabrück
- 1899–1903: Polizeipräsidium in Hannover, mit Paul Kieschke

### Bauleitung
- 1871–1874: Universitäts-Bibliothek, Dorotheenstraße 9, Berlin, Entwurf von Paul Spieker
- 1873–1877: Physiologisches Institut, Dorotheenstraße 35, Berlin, mit Kleinwächter, Entwurf von Paul Spieker (heute: Robert-Koch-Forum)
- 1873–1878: Physikalisches Institut, Reichstagsufer 7/8, Berlin, mit M. Hellwig, Entwurf von Paul Spieker
- 1877: Charite-Entbindungsanstalt, Berlin, Entwurf von Julius Emmerich
- 1879–1883: Pharmakologisches Institut Dorotheenstr. 34A, Berlin, Entwurf von Paul Spieker
- 1884/85: Leichenschauhaus in Berlin, Entwurf durch Ministerial-Baukommission
- 1884/85: Amtsgebäude des Chefs des Zivilkabinetts in der Wilhelmstraße 64 in Berlin
- 1884/85: Ministerium der öffentlichen Arbeiten in der Leipziger Straße 125 in Berlin
- 1898: Regierungsgebäude in Osnabrück

### Weitere Beteiligung
- Regierungsgebäude in Frankfurt/Oder
- Konsistorialgebäude in Stade
- Konsistorialgebäude in Posen
- Konsistorialgebäude in Stettin
- Konsistorialgebäude in Magdeburg
- Gebäude für die Generalkommission in Düsseldorf